# Brion (Ain)
Pour les articles homonymes, voir Brion.
Brion est une commune française située dans le département de l'Ain en région Auvergne-Rhône-Alpes.

## Géographie

### Climat
Pour des articles plus généraux, voir Climat d'Auvergne-Rhône-Alpes et Climat de l'Ain.
En 2010, le climat de la commune est de type climat de montagne, selon une étude du CNRS s'appuyant sur une série de données couvrant la période 1971-2000. En 2020, Météo-France publie une typologie des climats de la France métropolitaine dans laquelle la commune est exposée à un climat de montagne ou de marges de montagne et est dans la région climatique Jura, caractérisée par une forte pluviométrie en toutes saisons (1 000 à 1 500 mm/an), des hivers rigoureux et un ensoleillement médiocre.
Pour la période 1971-2000, la température annuelle moyenne est de 10,3 °C, avec une amplitude thermique annuelle de 17,4 °C. Le cumul annuel moyen de précipitations est de 1 485 mm, avec 11,5 jours de précipitations en janvier et 8,4 jours en juillet. Pour la période 1991-2020, la température moyenne annuelle observée sur la station météorologique de Météo-France la plus proche, « Vieu », sur la commune de Vieu-d'Izenave à 10 km à vol d'oiseau, est de 9,4 °C et le cumul annuel moyen de précipitations est de 1 610,3 mm,. Pour l'avenir, les paramètres climatiques de la commune estimés pour 2050 selon différents scénarios d'émission de gaz à effet de serre sont consultables sur un site dédié publié par Météo-France en novembre 2022.

## Urbanisme

### Typologie
Au 1er janvier 2024, Brion est catégorisée petite ville, selon la nouvelle grille communale de densité à 7 niveaux définie par l'Insee en 2022.
Elle appartient à l'unité urbaine de Montréal-la-Cluse, une agglomération intra-départementale dont elle est une commune de la banlieue,. Par ailleurs la commune fait partie de l'aire d'attraction d'Oyonnax, dont elle est une commune de la couronne,. Cette aire, qui regroupe 40 communes, est catégorisée dans les aires de 50 000 à moins de 200 000 habitants,.

### Occupation des sols
L'occupation des sols de la commune, telle qu'elle ressort de la base de données européenne d’occupation biophysique des sols Corine Land Cover (CLC), est marquée par l'importance des forêts et milieux semi-naturels (49,8 % en 2018), en diminution par rapport à 1990 (56 %). La répartition détaillée en 2018 est la suivante : 
forêts (41,6 %), zones agricoles hétérogènes (24,9 %), zones urbanisées (9,6 %), zones industrielles ou commerciales et réseaux de communication (9,2 %), milieux à végétation arbustive et/ou herbacée (8,3 %), terres arables (6,4 %).
L'évolution de l’occupation des sols de la commune et de ses infrastructures peut être observée sur les différentes représentations cartographiques du territoire : la carte de Cassini (XVIIIe siècle), la carte d'état-major (1820-1866) et les cartes ou photos aériennes de l'IGN pour la période actuelle (1950 à aujourd'hui).

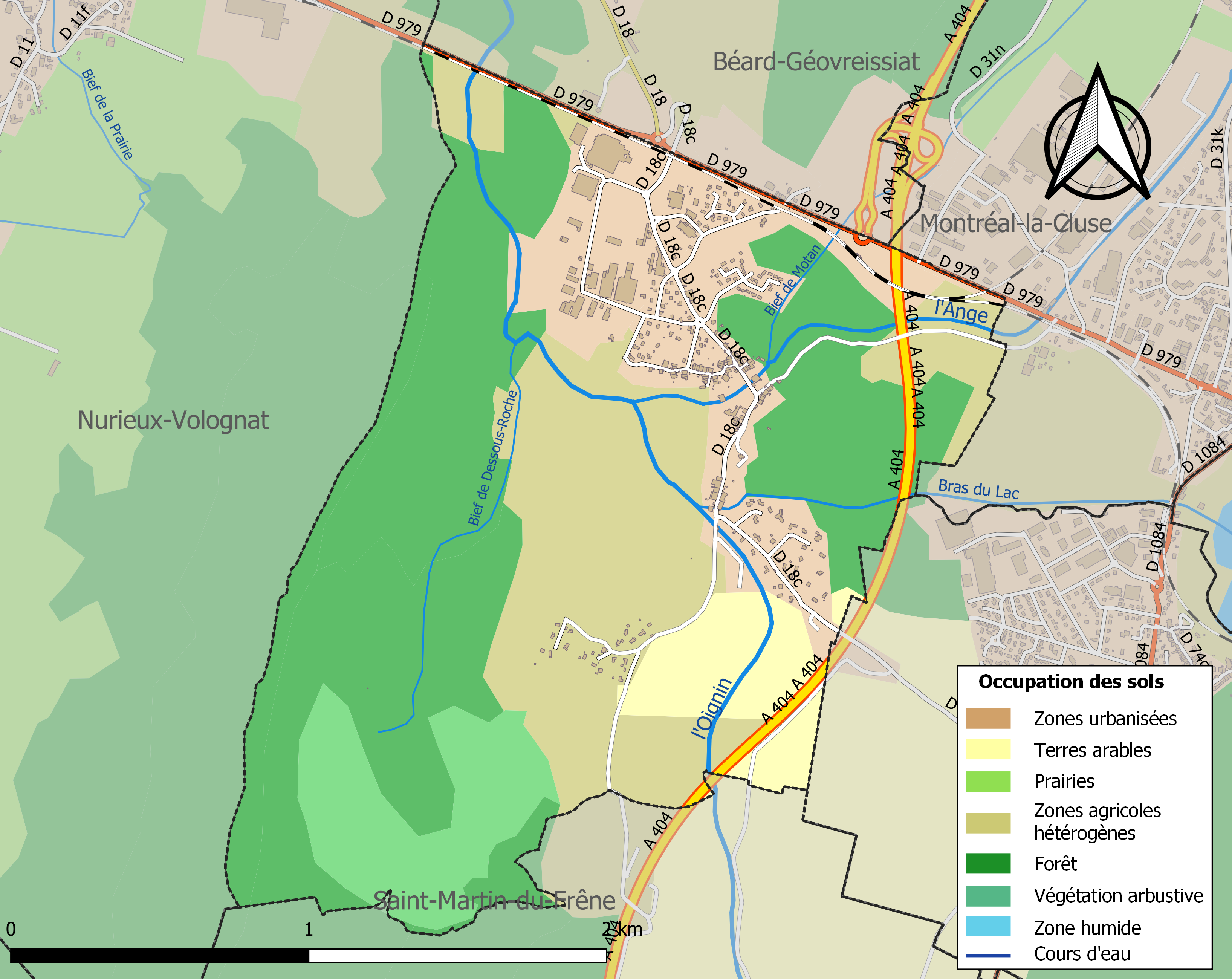
Carte des infrastructures et de l'occupation des sols de la commune en 2018 (CLC).

## Toponymie
Le nom de la localité et attesté sous les formes Villa de Brione en 1269, de Brione entre 1299 et 1369, Brion dès 1394.
Ce toponyme semble tirer ses origines du mot gaulois briva (pont).

## Histoire
Paroisse (Terra, Castellum Brionis, Bryon) sous le vocable de saint Denis érigée en 1854. Avant, Brion dépendait pour le spirituel de Geovreissiat.
Suivant quelques auteurs, ce serait à Brion (ad locum qui Brios dicitur) que serait mort, en 877, l'empereur Charles-le-Chauve, en revenant d'Italie.
Brion n'apparaît qu'en 1090 d'une manière certaine. À cette époque il appartenait à la famille de Coligny et possédait déjà un château fort (château de Brion). Ce château, reconstruit vers 1188, réparé en 1240, est aujourd'hui complètement ruiné.
De la famille de Coligny, Brion passa, vers la fin du XIIe siècle, à celle de Thoire, par le mariage d'Alix de Coligny avec Humbert II, sire de Thoire. Humbert VI de Thoire-Villars le donna en dot à Marie de Villars, sa fille, femme de Gui de Vienne, chevalier, qui en fit hommage le 24 mai 1363, et le vendit à Guillaume de Bussi, chevalier.
La terre de Brion, qui reçut depuis le titre de baronnie, resta dans la famille de Bussi jusqu'à Joachim-Antide de Bussi, qui l'aliéna, vers 1630, à Hercule de Lyobard, seigneur du Châtelard. Les descendants d'Hercule la possédèrent jusqu'à Claude de Lyobard, comte de Romans, dont la fille Scholastique-Bonaventure de Lyobard la porta en mariage, en 1758, à Antoine-Suzanne Chappe, écuyer, dans la famille duquel elle se trouvait encore en 1789.
Les habitants de Brion avaient reçu, vers 1248-1260, une charte de franchises et libertés, qui leur fut confirmée en 1287, par Humbert IV, sire de Thoire-Villars.
On a recueilli à Brion, une grande quantité de monnaies romaines.
La commune est créée par détachement de Géovreissiat le 25 mars 1845.

## Politique et administration

### Découpage territorial
La commune de Brion est membre de l'intercommunalité Haut-Bugey Agglomération, un établissement public de coopération intercommunale (EPCI) à fiscalité propre créé le 1er janvier 2014 dont le siège est à Oyonnax. Ce dernier est par ailleurs membre d'autres groupements intercommunaux.
Sur le plan administratif, elle est rattachée à l'arrondissement de Nantua, au département de l'Ain et à la région Auvergne-Rhône-Alpes. Sur le plan électoral, elle dépend du  canton de Nantua pour l'élection des conseillers départementaux, depuis le redécoupage cantonal de 2014 entré en vigueur en 2015, et de la cinquième circonscription de l'Ain  pour les élections législatives, depuis le dernier découpage électoral de 2010.

### Administration municipale

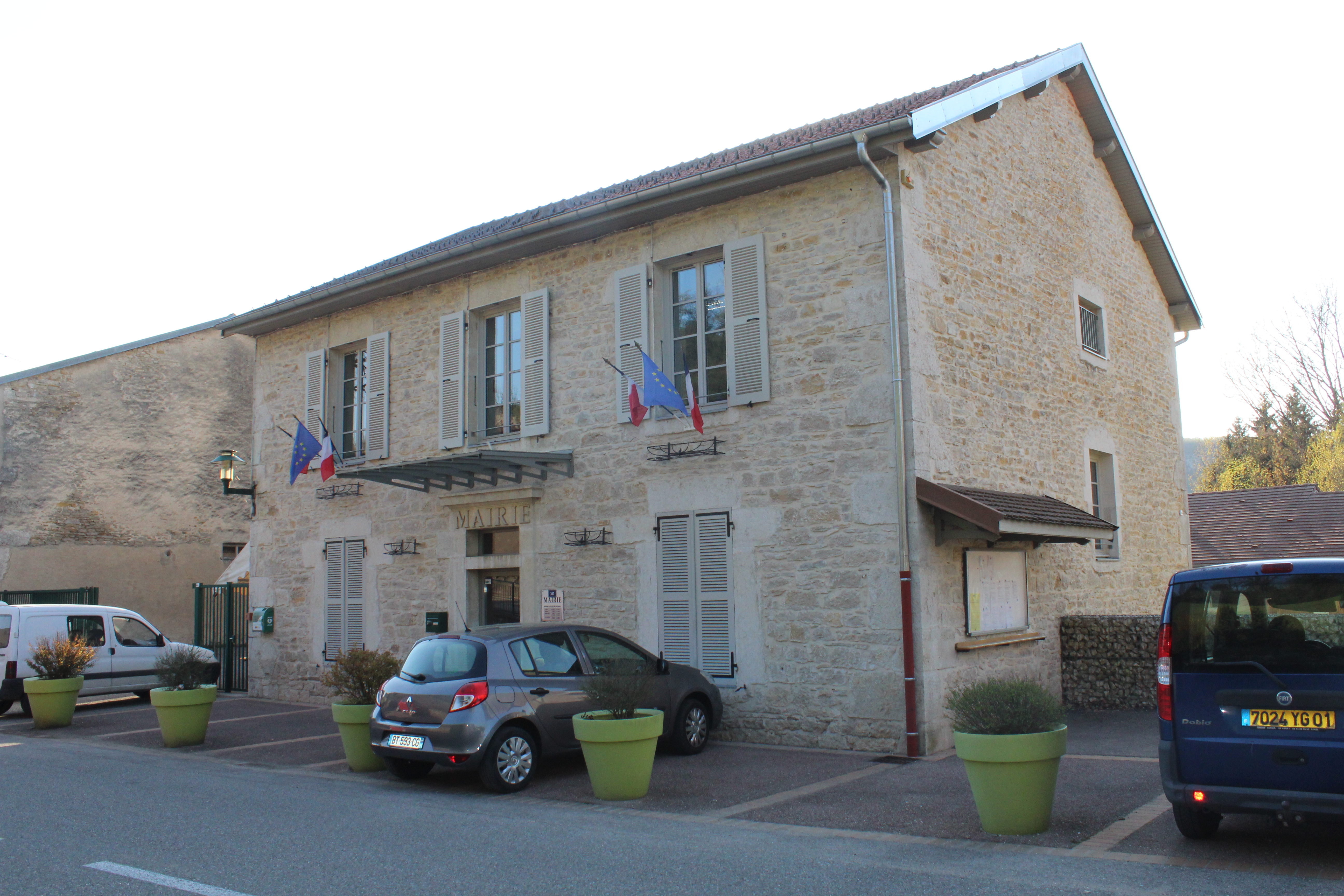
Mairie.

| Période                                  | Période  | Identité                | Étiquette | Qualité                           |
| ---------------------------------------- | -------- | ----------------------- | --------- | --------------------------------- |
| avant 1981                               | ?        | René Faillard           |           |                                   |
| avant 1995                               | 1995     | Marie-Éliane Drut-Gorju |           |                                   |
| 1995                                     | 2001     | Jean-Pierre Cornali     |           |                                   |
| 2001                                     | mai 2020 | André Cortinovis        |           | retraité salarié du secteur privé |
| mai 2020                                 | En cours | Sébastien Guinet        |           | contremaître, agent de maîtrise   |
| Les données manquantes sont à compléter. |          |                         |           |                                   |

## Démographie
L'évolution du nombre d'habitants est connue à travers les recensements de la population effectués dans la commune depuis 1846. Pour les communes de moins de 10 000 habitants, une enquête de recensement portant sur toute la population est réalisée tous les cinq ans, les populations de référence des années intermédiaires étant quant à elles estimées par interpolation ou extrapolation. Pour la commune, le premier recensement exhaustif entrant dans le cadre du nouveau dispositif a été réalisé en 2006.
En 2022, la commune comptait 591 habitants, en évolution de +14,76 % par rapport à 2016 (Ain : +5,15 %, France hors Mayotte : +2,11 %).
Avant 1845, Brion était rattachée à la commune de Géovreissiat.
| 1846 | 1851 | 1856 | 1861 | 1866 | 1872 | 1876 | 1881 | 1886 |
| ---- | ---- | ---- | ---- | ---- | ---- | ---- | ---- | ---- |
| 333  | 312  | 302  | 326  | 348  | 305  | 321  | 298  | 299  |

| 1891 | 1896 | 1901 | 1906 | 1911 | 1921 | 1926 | 1931 | 1936 |
| ---- | ---- | ---- | ---- | ---- | ---- | ---- | ---- | ---- |
| 274  | 268  | 263  | 216  | 216  | 195  | 212  | 214  | 198  |

| 1946 | 1954 | 1962 | 1968 | 1975 | 1982 | 1990 | 1999 | 2006 |
| ---- | ---- | ---- | ---- | ---- | ---- | ---- | ---- | ---- |
| 204  | 215  | 195  | 215  | 335  | 395  | 587  | 559  | 511  |

| 2011 | 2016 | 2021 | 2022 | - | - | - | - | - |
| ---- | ---- | ---- | ---- | - | - | - | - | - |
| 522  | 515  | 576  | 591  | - | - | - | - | - |

## Lieux et monuments
- Ruines d'un château fondé par les sires de Coligny vers 1090[23].
- Église Saint-Denis de Brion.